# نيك كروس
نيك كروس هو رسام رسوم متحركة كندي، ولد في 17 أغسطس 1971 في برامبتون في كندا.

## وصلات خارجية
- نيك كروس على موقع IMDb (الإنجليزية)
- نيك كروس على موقع قاعدة بيانات الفيلم (الإنجليزية)